# Epamera septentrionalis
Epamera septentrionalis är en fjärilsart som beskrevs av Henry Stempffer 1948. Epamera septentrionalis ingår i släktet Epamera och familjen juvelvingar. Inga underarter finns listade i Catalogue of Life.